# 孔辅
孔辅（1484年—卒年不詳），原名孔孟富，字道充，河南汝阳縣人，匠籍，明朝政治人物。同进士出身。

## 生平
治《詩經》，行二，由府學生中式正德二年（1507年）丁卯科河南鄉試第七十九名舉人，正德三年（1508年）聯捷戊辰科會試第一百四十名，第三甲第一百二名進士。榜作孟富。初授中书舍人，七年闰五月充副使，册封荆王妃孟氏。后改名孔辅，曾任直隸松江府知府。又任湖廣辰州府知府。

## 佚事
《四友齋叢說》載其任松江府知府，有通判名為聶瓚，時人有「三耳無聞一孔不竅」之謠。

## 家族
曾祖孔确，主簿。祖父孔宁。父孔瓒。母胡氏。具庆下，兄孟宪、弟孟貴、孟書、孟時、孟儒、孟仁、孟義。